# Luis II de Mónaco
Luis II de Mónaco (Baden-Baden, 12 de julio de 1870-Montecarlo, 9 de mayo de 1949) fue el príncipe soberano de Mónaco entre 1922 y 1949. Era hijo del príncipe Alberto I de Mónaco y de Lady María Victoria Douglas-Hamilton, hija de William Alexander Anthony Archibald Hamilton, 11º duque de Hamilton, y de su segunda esposa, la princesa María Amelia de Baden.

## Biografía
Un año después del matrimonio de sus padres nació Luis, pero poco después su madre dejó el país permanentemente y su matrimonio fue anulado en 1880. Luis se trasladó a Alemania con su madre, sus hermanastros y su padrastro, Tassilo, príncipe de Tolna. No volvió a ver a su padre hasta los 11 años, cuando le obligaron a volver a Mónaco para completar su formación como heredero al trono monegasco.
Luis II, apodado "el príncipe-soldado", subió al trono del Principado en 1922. Anteriormente había servido en la Legión extranjera, alcanzando el grado honorífico de general de división en 1939.
En 1924, bajo su mandato, se creó el AS Mónaco y en 1929 se celebró la primera carrera automovilística del Gran Premio de Mónaco.
Durante la Segunda Guerra Mundial, la familia Grimaldi fue acusada de germanófila por ciertas actitudes de Luis II. El alistamiento del príncipe heredero Raniero en 1944 en el ejército francés evitó que la dinastía fuera acusada de colaboracionismo con los nazis.
En 1948 fundó la Cruz Roja monegasca.
Luis II amplió la colección filatélica de Alberto I. La colección se expone en el Museo Postal de Mónaco, construido en 1950 por Raniero III. 
En 1898, Luis mantuvo una relación extramatrimonial en un cuartel argelino con una joven modelo de fotos artísticas llamada Marie Juliette Louvet, hija de modestos campesinos de la región de Caux. Fruto de esta relación nació Charlotte Louise Juliette Louvet, hija natural e ilegítima del príncipe. No teniendo Luis II descendencia legítima, el Estado francés mostró su inquietud por la posibilidad de que el título de príncipe reinante pudiera recaer en un súbdito alemán, como el príncipe de Wurtemberg, descendiente de la princesa Florestina de Mónaco, duquesa de Urach. 
En 1919, Raymond Poincaré, antiguo abogado de la familia principesca y Presidente del Consejo, convenció a Luis II para que reconociera a su hija, Carlota, para evitar que, según los acuerdos entre Francia y Mónaco, se aplicase la cláusula que preveía la cesión a Francia de la soberanía del Principado en el caso de que el heredero al trono monegasco fuera súbdito alemán. Carlota fue reconocida como miembro de la familia Grimaldi, recibiendo el título de duquesa de Valentinois, y princesa heredera de Mónaco.
Luis, entretanto, se enamoró de una actriz que representaba la obra L'Aiglon en el teatro de Mónaco, Ghislaine Dommanget. Se casaron en 1946, aunque no tuvieron hijos. Tras la muerte del príncipe en 1949, Ghislaine, naturalizada monegasca, perdió su proceso contra la familia Grimaldi, que la acusaba de dilapidar la fortuna de su marido. Falleció en Neuilly-sur-Seine en 1991.
Luis II está enterrado en la Catedral de Nuestra Señora Inmaculada de Mónaco.

## Distinciones honoríficas

### Distinciones honoríficas monegascas
- 27 de junio de 1922:  Soberano gran maestre de la Orden de San Carlos.

### Distinciones honoríficas extranjeras
- Gran oficial de la Orden de la Legión de Honor ( Tercera República francesa).
- 23 de marzo de 1929:  Caballero de la Orden del Elefante ( Reino de Dinamarca).
- Cruz de guerra 1914-1918 [con dos palmas de bronce] ( Tercera República francesa).
- Caballero gran cruz de la Orden de la Torre y de la Espada ( Portugal).
- 9 de abril de 1923:  Caballero de la Orden de los Serafines ( Reino de Suecia).
- Caballero de la Orden de la Francisca ( Francia de Vichy).

## Ancestros
|  |                                                                                        |  |  |  |  |  |  |  |  |  |  |  |  |  |  |  |
|  | 16. Príncipe Honorato IV de Mónaco                                                     |  |  |  |  |  |  |  |  |  |  |  |  |  |  |  |
|  |                                                                                        |  |  |  |  |  |  |  |  |  |  |  |  |  |  |  |
|  |                                                                                        |  |  |  |  |  |  |  |  |  |  |  |  |  |  |  |
|  | 8. Príncipe Florestán I de Mónaco                                                      |  |  |  |  |  |  |  |  |  |  |  |  |  |  |  |
|  |                                                                                        |  |  |  |  |  |  |  |  |  |  |  |  |  |  |  |
|  |                                                                                        |  |  |  |  |  |  |  |  |  |  |  |  |  |  |  |
|  | 17. Louise Félicité d'Aumont, duquesa Mazarin                                          |  |  |  |  |  |  |  |  |  |  |  |  |  |  |  |
|  |                                                                                        |  |  |  |  |  |  |  |  |  |  |  |  |  |  |  |
|  |                                                                                        |  |  |  |  |  |  |  |  |  |  |  |  |  |  |  |
|  | 4. Príncipe Carlos III de Mónaco                                                       |  |  |  |  |  |  |  |  |  |  |  |  |  |  |  |
|  |                                                                                        |  |  |  |  |  |  |  |  |  |  |  |  |  |  |  |
|  |                                                                                        |  |  |  |  |  |  |  |  |  |  |  |  |  |  |  |
|  | 18. Charles Thomas Gibert de Lametz                                                    |  |  |  |  |  |  |  |  |  |  |  |  |  |  |  |
|  |                                                                                        |  |  |  |  |  |  |  |  |  |  |  |  |  |  |  |
|  |                                                                                        |  |  |  |  |  |  |  |  |  |  |  |  |  |  |  |
|  | 9. María Carolina Gibert de Lametz                                                     |  |  |  |  |  |  |  |  |  |  |  |  |  |  |  |
|  |                                                                                        |  |  |  |  |  |  |  |  |  |  |  |  |  |  |  |
|  |                                                                                        |  |  |  |  |  |  |  |  |  |  |  |  |  |  |  |
|  | 19. Marie Françoise Le Gras de Vaubercey                                               |  |  |  |  |  |  |  |  |  |  |  |  |  |  |  |
|  |                                                                                        |  |  |  |  |  |  |  |  |  |  |  |  |  |  |  |
|  |                                                                                        |  |  |  |  |  |  |  |  |  |  |  |  |  |  |  |
|  | 2. Príncipe Alberto I de Mónaco                                                        |  |  |  |  |  |  |  |  |  |  |  |  |  |  |  |
|  |                                                                                        |  |  |  |  |  |  |  |  |  |  |  |  |  |  |  |
|  |                                                                                        |  |  |  |  |  |  |  |  |  |  |  |  |  |  |  |
|  | 20. Conde Guillaume Charles de Mérode-Westerloo, V príncipe de Rubempré y d'Everberghe |  |  |  |  |  |  |  |  |  |  |  |  |  |  |  |
|  |                                                                                        |  |  |  |  |  |  |  |  |  |  |  |  |  |  |  |
|  |                                                                                        |  |  |  |  |  |  |  |  |  |  |  |  |  |  |  |
|  | 10. Conde Werner Jean Baptiste de Mérode-Westerloo                                     |  |  |  |  |  |  |  |  |  |  |  |  |  |  |  |
|  |                                                                                        |  |  |  |  |  |  |  |  |  |  |  |  |  |  |  |
|  |                                                                                        |  |  |  |  |  |  |  |  |  |  |  |  |  |  |  |
|  | 21. Marie Joséphine Félicité d'Ongnies, condesa de Mastaing, princesa de Grimberghe    |  |  |  |  |  |  |  |  |  |  |  |  |  |  |  |
|  |                                                                                        |  |  |  |  |  |  |  |  |  |  |  |  |  |  |  |
|  |                                                                                        |  |  |  |  |  |  |  |  |  |  |  |  |  |  |  |
|  | 5. Condesa Antonieta de Mérode-Westerloo                                               |  |  |  |  |  |  |  |  |  |  |  |  |  |  |  |
|  |                                                                                        |  |  |  |  |  |  |  |  |  |  |  |  |  |  |  |
|  |                                                                                        |  |  |  |  |  |  |  |  |  |  |  |  |  |  |  |
|  | 22. Conde François Louis de Spangen d'Uyternesse                                       |  |  |  |  |  |  |  |  |  |  |  |  |  |  |  |
|  |                                                                                        |  |  |  |  |  |  |  |  |  |  |  |  |  |  |  |
|  |                                                                                        |  |  |  |  |  |  |  |  |  |  |  |  |  |  |  |
|  | 11. Condesa Victoire de Spangen d'Uyternesse                                           |  |  |  |  |  |  |  |  |  |  |  |  |  |  |  |
|  |                                                                                        |  |  |  |  |  |  |  |  |  |  |  |  |  |  |  |
|  |                                                                                        |  |  |  |  |  |  |  |  |  |  |  |  |  |  |  |
|  | 23. Baronesa Louise Xaviere Albertine de Flaveau de Henry de la Raudière               |  |  |  |  |  |  |  |  |  |  |  |  |  |  |  |
|  |                                                                                        |  |  |  |  |  |  |  |  |  |  |  |  |  |  |  |
|  |                                                                                        |  |  |  |  |  |  |  |  |  |  |  |  |  |  |  |
|  | 1. Luis II, príncipe soberano de Mónaco                                                |  |  |  |  |  |  |  |  |  |  |  |  |  |  |  |
|  |                                                                                        |  |  |  |  |  |  |  |  |  |  |  |  |  |  |  |
|  |                                                                                        |  |  |  |  |  |  |  |  |  |  |  |  |  |  |  |
|  | 24. Archibald Hamilton, IX duque de Hamilton                                           |  |  |  |  |  |  |  |  |  |  |  |  |  |  |  |
|  |                                                                                        |  |  |  |  |  |  |  |  |  |  |  |  |  |  |  |
|  |                                                                                        |  |  |  |  |  |  |  |  |  |  |  |  |  |  |  |
|  | 12. Alexander Douglas-Hamilton, X duque de Hamilton                                    |  |  |  |  |  |  |  |  |  |  |  |  |  |  |  |
|  |                                                                                        |  |  |  |  |  |  |  |  |  |  |  |  |  |  |  |
|  |                                                                                        |  |  |  |  |  |  |  |  |  |  |  |  |  |  |  |
|  | 25. Lady Harriet Stewart                                                               |  |  |  |  |  |  |  |  |  |  |  |  |  |  |  |
|  |                                                                                        |  |  |  |  |  |  |  |  |  |  |  |  |  |  |  |
|  |                                                                                        |  |  |  |  |  |  |  |  |  |  |  |  |  |  |  |
|  | 6. William Douglas-Hamilton, XI duque de Hamilton                                      |  |  |  |  |  |  |  |  |  |  |  |  |  |  |  |
|  |                                                                                        |  |  |  |  |  |  |  |  |  |  |  |  |  |  |  |
|  |                                                                                        |  |  |  |  |  |  |  |  |  |  |  |  |  |  |  |
|  | 26. William Thomas Beckford                                                            |  |  |  |  |  |  |  |  |  |  |  |  |  |  |  |
|  |                                                                                        |  |  |  |  |  |  |  |  |  |  |  |  |  |  |  |
|  |                                                                                        |  |  |  |  |  |  |  |  |  |  |  |  |  |  |  |
|  | 13. Susan Euphemia Beckford                                                            |  |  |  |  |  |  |  |  |  |  |  |  |  |  |  |
|  |                                                                                        |  |  |  |  |  |  |  |  |  |  |  |  |  |  |  |
|  |                                                                                        |  |  |  |  |  |  |  |  |  |  |  |  |  |  |  |
|  | 27. Lady Margaret Gordon                                                               |  |  |  |  |  |  |  |  |  |  |  |  |  |  |  |
|  |                                                                                        |  |  |  |  |  |  |  |  |  |  |  |  |  |  |  |
|  |                                                                                        |  |  |  |  |  |  |  |  |  |  |  |  |  |  |  |
|  | 3. Lady María Victoria Douglas-Hamilton                                                |  |  |  |  |  |  |  |  |  |  |  |  |  |  |  |
|  |                                                                                        |  |  |  |  |  |  |  |  |  |  |  |  |  |  |  |
|  |                                                                                        |  |  |  |  |  |  |  |  |  |  |  |  |  |  |  |
|  | 28. Gran duque heredero Carlos Luis de Baden                                           |  |  |  |  |  |  |  |  |  |  |  |  |  |  |  |
|  |                                                                                        |  |  |  |  |  |  |  |  |  |  |  |  |  |  |  |
|  |                                                                                        |  |  |  |  |  |  |  |  |  |  |  |  |  |  |  |
|  | 14. Gran duque Carlos II de Baden                                                      |  |  |  |  |  |  |  |  |  |  |  |  |  |  |  |
|  |                                                                                        |  |  |  |  |  |  |  |  |  |  |  |  |  |  |  |
|  |                                                                                        |  |  |  |  |  |  |  |  |  |  |  |  |  |  |  |
|  | 29. Landgravina Amalia de Hesse-Darmstadt                                              |  |  |  |  |  |  |  |  |  |  |  |  |  |  |  |
|  |                                                                                        |  |  |  |  |  |  |  |  |  |  |  |  |  |  |  |
|  |                                                                                        |  |  |  |  |  |  |  |  |  |  |  |  |  |  |  |
|  | 7. Princesa María Amelia de Baden                                                      |  |  |  |  |  |  |  |  |  |  |  |  |  |  |  |
|  |                                                                                        |  |  |  |  |  |  |  |  |  |  |  |  |  |  |  |
|  |                                                                                        |  |  |  |  |  |  |  |  |  |  |  |  |  |  |  |
|  | 30. Claude de Beauharnais, II conde de Roches-Baritaud                                 |  |  |  |  |  |  |  |  |  |  |  |  |  |  |  |
|  |                                                                                        |  |  |  |  |  |  |  |  |  |  |  |  |  |  |  |
|  |                                                                                        |  |  |  |  |  |  |  |  |  |  |  |  |  |  |  |
|  | 15. Estefanía de Beauharnais                                                           |  |  |  |  |  |  |  |  |  |  |  |  |  |  |  |
|  |                                                                                        |  |  |  |  |  |  |  |  |  |  |  |  |  |  |  |
|  |                                                                                        |  |  |  |  |  |  |  |  |  |  |  |  |  |  |  |
|  | 31. Claudine Françoise de Lézay-Marnézia                                               |  |  |  |  |  |  |  |  |  |  |  |  |  |  |  |
|  |                                                                                        |  |  |  |  |  |  |  |  |  |  |  |  |  |  |  |
|  |                                                                                        |  |  |  |  |  |  |  |  |  |  |  |  |  |  |  |

| Predecesor: Alberto I | Príncipe soberano de Mónaco 27 de junio de 1922-9 de mayo de 1949 | Sucesor: Raniero III |